# Gāvkarān
Gāvkarān (persiska: گاوكَران, گَو كَرَن, گاو كُران, گاوکران) är en ort i Iran.   Den ligger i provinsen Hamadan, i den nordvästra delen av landet, 300 km väster om huvudstaden Teheran. Gāvkarān ligger 1 681 meter över havet och antalet invånare är 144.
Terrängen runt Gāvkarān är kuperad.Runt Gāvkarān är det ganska tätbefolkat, med 124 invånare per kvadratkilometer. Närmaste större samhälle är Kangāvar, 14,3 km väster om Gāvkarān. Trakten runt Gāvkarān består i huvudsak av gräsmarker.